# カトリック伏見教会
カトリック伏見教会（カトリックふしみきょうかい）は、京都市伏見区深草にあるカトリック教会の聖堂。守護聖人はリジューのテレーズ。

## 沿革
- 1950年1月：メリノール宣教会により設立。当初は隣接する聖母女学院の講堂を借りてミサが行われた[1]。
- 1951年4月11日：聖堂竣工。
- 1991年：聖堂改修工事、ステンドグラス設置。
- 2011年、ローマ教皇ベネディクト16世より「教皇祝福」授与。

## 所在地・交通アクセス
- 京都市伏見区深草直違橋5丁目312
  - 京阪本線藤森駅下車